# Philippe Ouédraogo
Pour les articles homonymes, voir Ouedraogo.
Ne pas confondre avec l'homme politique Philippe Ouédraogo.
Philippe Ouédraogo, né le 31 décembre 1945 à Konéan dans le département de Kaya en Haute-Volta, est un évêque burkinabé, archevêque métropolitain de Ouagadougou depuis 2009 et cardinal depuis 2014.

## Biographie

### Doutes sur la date de naissance
Dans l’édition de 2024 de l’Annuaire pontifical, la date de naissance de Philippe Ouédraogo est le 25 janvier 1945. Selon ses dires, « Dans mon village, il n’y avait ni hôpital ni école, je suis donc né à la maison. » et cette date de janvier a été choisie pour accéder à l'assurance-maladie. Selon la carte d’identité officielle du cardinal, émise en 2025, il est né le 31 décembre 1945, ce qui lui permet, âgé de 79 ans, de participer en 2025 au conclave formé pour nommer le successeur du pape François.

### Enfance et études
Fils de Zudwende Pierre et de Pegrima Jeanne Ouédraogo, Philippe Ouédraogo a effectué sa scolarité à l'école publique de Kaya de 1952 à 1959 puis au petit séminaire de Pabré à dans le département de Ouagadougou jusqu'au baccalauréat qu'il obtient en juin 1967.
Il rentre ensuite au séminaire régional de Koumi dans le département de Bobo-Dioulasso où il suit le cycle de philosophie puis de théologie. Il est ordonné prêtre le 14 juillet 1973 pour le diocèse de Kaya.

### Prêtrise
Philippe Ouédraogo assure une fonction de vicaire à la paroisse cathédrale de Kaya jusqu'en 1978 puis part pour Rome poursuivre sa formation à l'université pontificale urbanienne où il obtient un doctorat en droit canonique en 1983.
De retour au Burkina Faso, il est curé de la paroisse cathédrale de Kaya jusqu'en 1991. À partir de 1989, il est également vicaire général du Diocèse de Kaya jusqu'en 1994. De 1992 à 1995, il est directeur fondateur du Petit séminaire de Saint-Cyprien de Kaya avant de retrouver un ministère paroissial à Notre-Dame de l'Assomption de Pissila, dans le département du même nom.
En parallèle de ces missions, il est également juge au tribunal métropolitain de seconde instance de Ouagadougou de 1984 à 1995 et directeur des Œuvres pontificales missionnaires de 1987 à 1996.

### Évêque puis archevêque
Jean-Paul II le nomme évêque d'Ouahigouya le 25 juillet 1996. Il reçoit la consécration épiscopale le 23 novembre suivant des mains de Jean-Marie Compaoré, archevêque de Ouagadougou,. Durant son ministère sacerdotal, il fait édifier le sanctuaire Notre-Dame de Saye (situé sur la colline du village à 7 km au sud de Ouahigouya), inauguré et consacré en 1999, qui est chaque année un important lieu de procession eucharistique lors des festivités de l'Assomption de la grotte mariale instituées par le pape Pie XII en 1950.
Il est président de la commission épiscopale Mission / Œuvres pontificales missionnaires dès 1997, président de la conférence épiscopale Burkina Niger de 2001 à 2007, consulteur à la Congrégation pour l'évangélisation des peuples à partir du 1er juillet 2003.
Le 13 mai 2009 il est transféré à Ouagadougou dont il devient l'archevêque métropolitain.
Il démissionne le 16 octobre 2023 pour raison d'âge.

### Cardinal
Le dimanche 12 janvier 2014, François annonce au cours de l’Angélus sa création comme cardinal au titre cardinalice de Santa Maria Consolatrice al Tiburtino qui a eu lieu le 22 février 2014 en même temps que celle de dix-huit autres prélats.
Il participe au conclave de 2025 qui élit Léon XIV, alors que sa date de naissance posait question.